# 세추
세추(Setzu)는 이탈리아의 사르데냐주 수드사르데냐도에 있는 코무네이다. 칼리아리에서 북서쪽으로 약 60 킬로미터 (37 mi) 떨어져 있고, 산루리에서 북쪽으로 약 15 킬로미터 (9 mi) 떨어져 있다.
세추는 다음 코무네와 접해 있다: 제노니, 제누리, 제스투리, 투일리, 투리.